# Henry Hobson Richardson

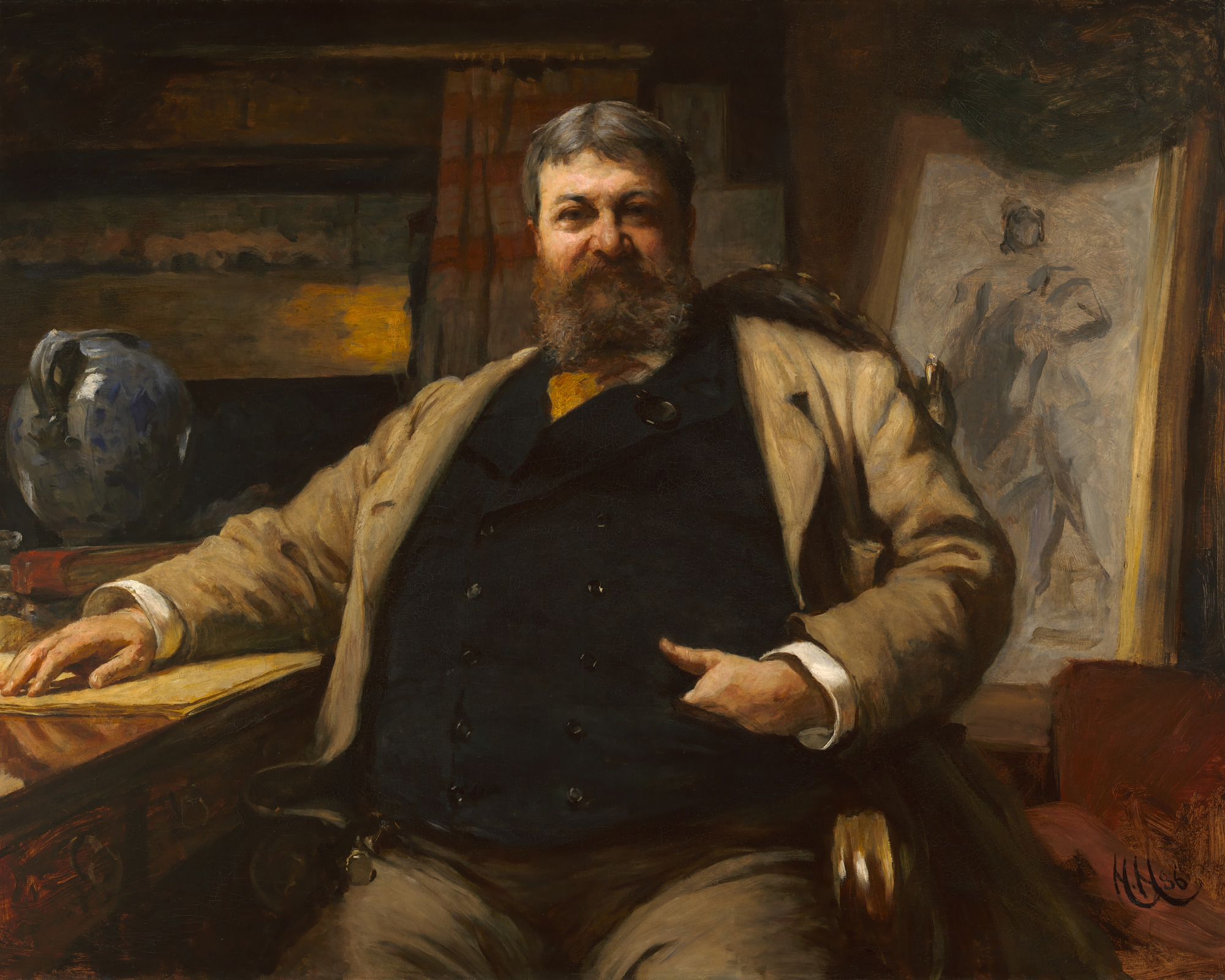
H.H. Richardson (Porträt von Hubert von Herkomer, 1886)

Henry Hobson Richardson (* 29. September 1838 in St. James Parish, Louisiana; † 27. April 1886 in Brookline, Massachusetts) war ein US-amerikanischer Architekt. Mit seinem eigenen Stil, dem Richardsonian Romanesque, gilt er als wichtiger Architekt an der Schwelle vom Historismus zur frühen Moderne.

## Biographie
Henry Hobson Richardson wurde in Louisiana geboren. Er war ein Urenkel des Erfinders und Philosophen Joseph Priestley.
Von Senator Judah P. Benjamin erhielt er ein Empfehlungsschreiben für West Point. Er bestand auch die Aufnahmeprüfung, musste dann aber nach Harvard wechseln, weil sein Vater verstorben war und Harvard die preiswertere Lösung war. Richardson studierte zwischen 1856 und 1859 am Harvard College. Anfangs zeigte er Interesse für das Bauingenieurwesen, wechselte aber später zur Architektur, woraufhin er 1860 nach Paris ging und die École des Beaux-Arts besuchte. Nach Richard Morris Hunt war er der zweite US-Bürger, der die École besuchte. Seinen Abschluss dort machte er 1862. Vor seiner Rückkehr in die Vereinigten Staaten arbeitete er im Büro des Architekten Théodore Labrouste. Am 1. Januar 1866 eröffnete er sein eigenes Architekturbüro in New York.
Im Februar 1859 lernte er Julia Hayden, die Schwester eines Kommilitonen, kennen, die er im Januar 1867 in Springfield, Massachusetts heiratete. 1876 zog das Paar nach Brookline, einem Vorort von Boston, wo Richardson bis zu seinem Tode lebte und auch seine Büros hatte.
In seinen Arbeiten der nächsten Jahre bevorzugte Richardson allerdings nicht den klassischen Stil der École des Beaux-Arts, sondern ließ sich eher von der mittelalterlichen Architektur Europas inspirieren, die er während seiner Zeit in Frankreich kennenlernte. Besonders favorisierte er dabei die Romanik, die er zu einem eigenen Stil erweiterte, dem sogenannten Richardsonian Romanesque. 1878 wurde er in die American Academy of Arts and Sciences gewählt.
Unter seinen Mitarbeitern waren Charles Follen McKim und Stanford White, die ebenfalls namhafte Architekten wurden.
Richardson starb 1886 im Alter von 47 Jahren an einer Fehlfunktion der Nieren und wurde auf dem Walnut Hills Cemetery in Brookline, Massachusetts begraben.

## Werk und Stil

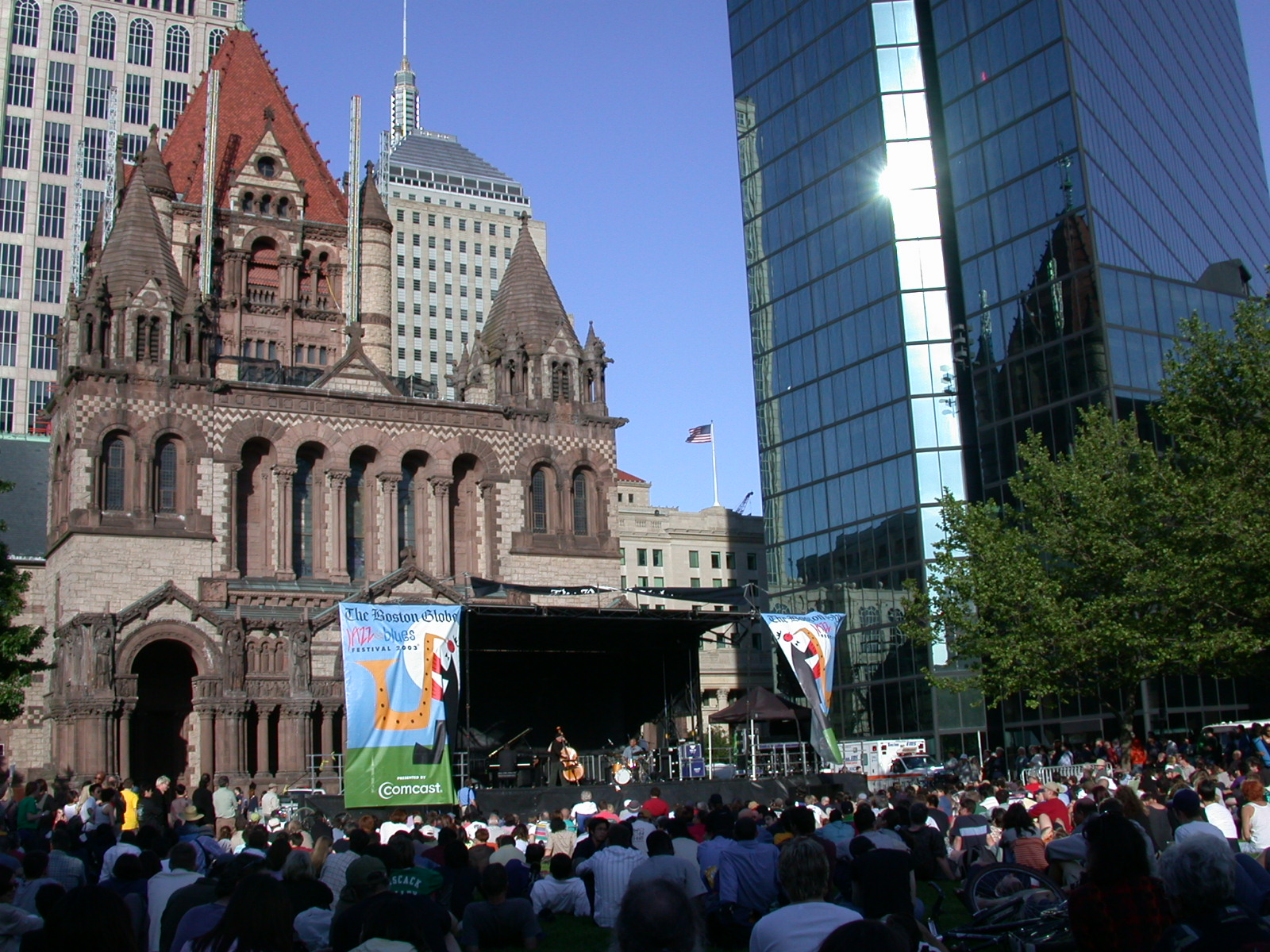
Trinity Church in Boston

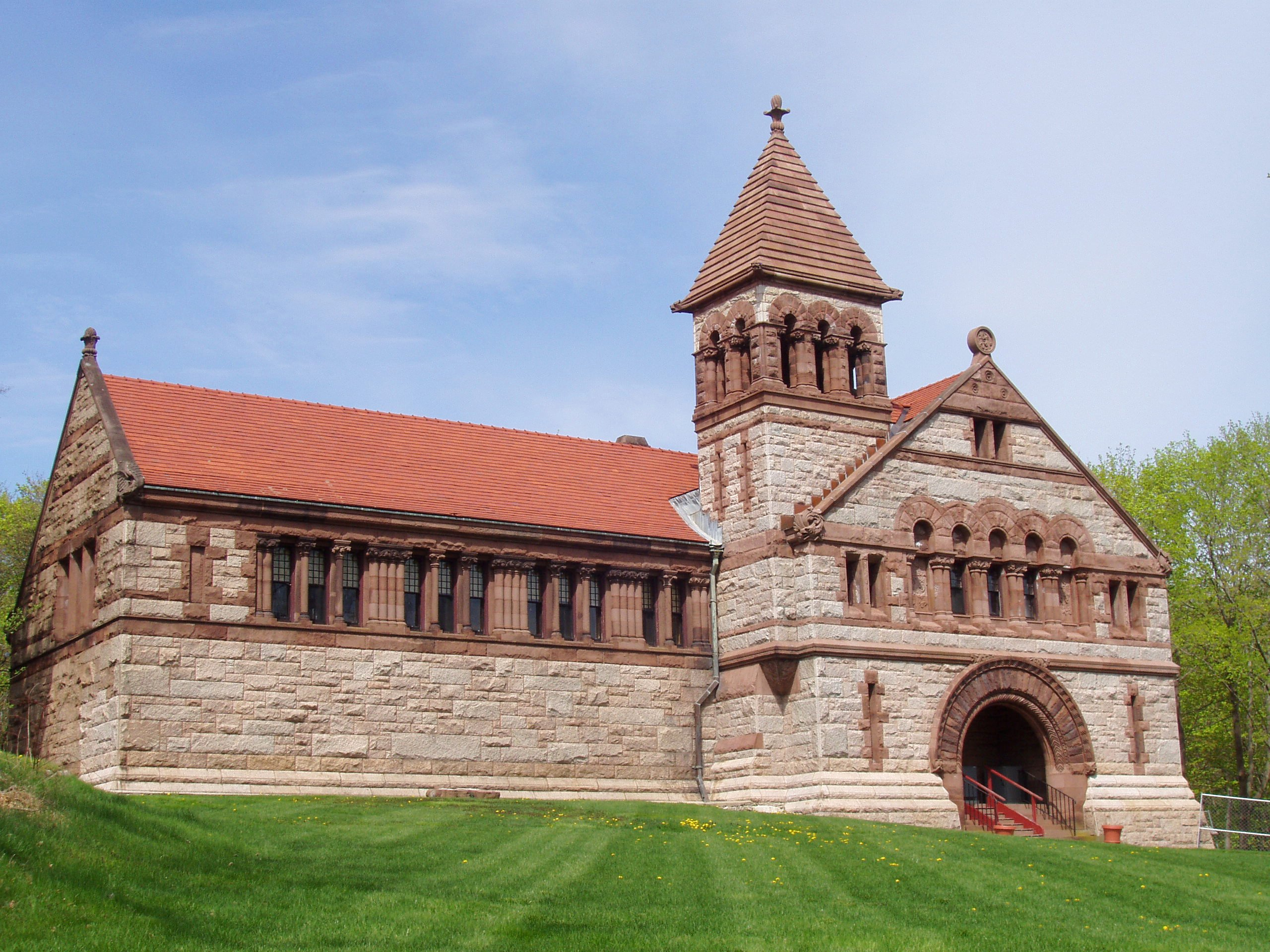
Ames Memorial Library, North Easton, Massachusetts

Rathaus Albany

Sein erster Auftrag war 1869 die Church of the Unity in Springfield, der Stadt, in der er auch heiratete. Die mittlerweile abgerissene Kirche zeigte schon seine Orientierung an mittelalterlicher Architektur, war aber im Gegensatz zu seinem späteren Werk eher von der Gotik als der Romanik beeinflusst.
1870 bekam er mit dem Bau des Buffalo State Asylum for the Insane (heute Richardson Olmsted Complex) seinen ersten Großauftrag. Dieser Komplex gilt auch als Geburtsort des Richardson Romanesque, einer Form der Neoromanik, die sich durch besonders massig wirkende Gebäude auszeichnet.
Sein bekanntestes Werk aber ist die Trinity Church in Boston. Nachdem die alte Kirche das Great Boston Fire von 1872 nicht überstanden hatte, wurde Richardson für den Neubau verpflichtet, den er 1877 vollendete. In seiner relativ kurzen Laufbahn entwarf er eine Reihe von wichtigen Gebäuden, besonders für öffentliche und institutionelle Zwecke. Neben der Trinity in Boston (1874), der Witherspoon Hall in Princeton (1877), den Sever und Austin Halls für die Harvard-Universität (1880 und 1884) schuf er Steinbrücken in den Back Bay Fens (1880) und zahlreiche Büchereien sowie Eisenbahndepots im Gebiet um Boston. Unter seinen anderen wichtigen Aufträgen waren das Rathaus von Albany (1880), die Allegheny County Building in Pittsburgh (1883–88), das Glessner-Haus in Chicago (1885–97) und das herausragende Warenhaus von Marshall Field in Chicago (1886).
Anfang der 1970er Jahre wurde das Haines Haus als sein Entwurf identifiziert, ebenfalls ein Warenhaus in Boston. Das war insofern interessant, als es mit der Familie seiner Frau, Julia Gorham Haines, die er am 3. Januar 1867 geheiratet hatte, in Verbindung stand.
In den nächsten Jahren baute er in den Neuengland-Staaten einige Bibliotheken, die sich alle stilistisch ähneln. Außerdem entwarf er für die Boston & Albany Railroad sechs Bahnhöfe, die zwar nicht ganz so massig wirken wie seine übrigen Gebäude, aber dennoch unverkennbar seine Handschrift tragen.
Des Weiteren gehörte er zwischen 1875 und 1883 dem Architektenteam an, welches das New York State Capitol in Albany baute. Die Great Western Treppe in diesem Gebäude, die auch als Million-Dollar-Treppe bekannt ist, wurde von ihm gestaltet.

## Bauten (Auswahl)

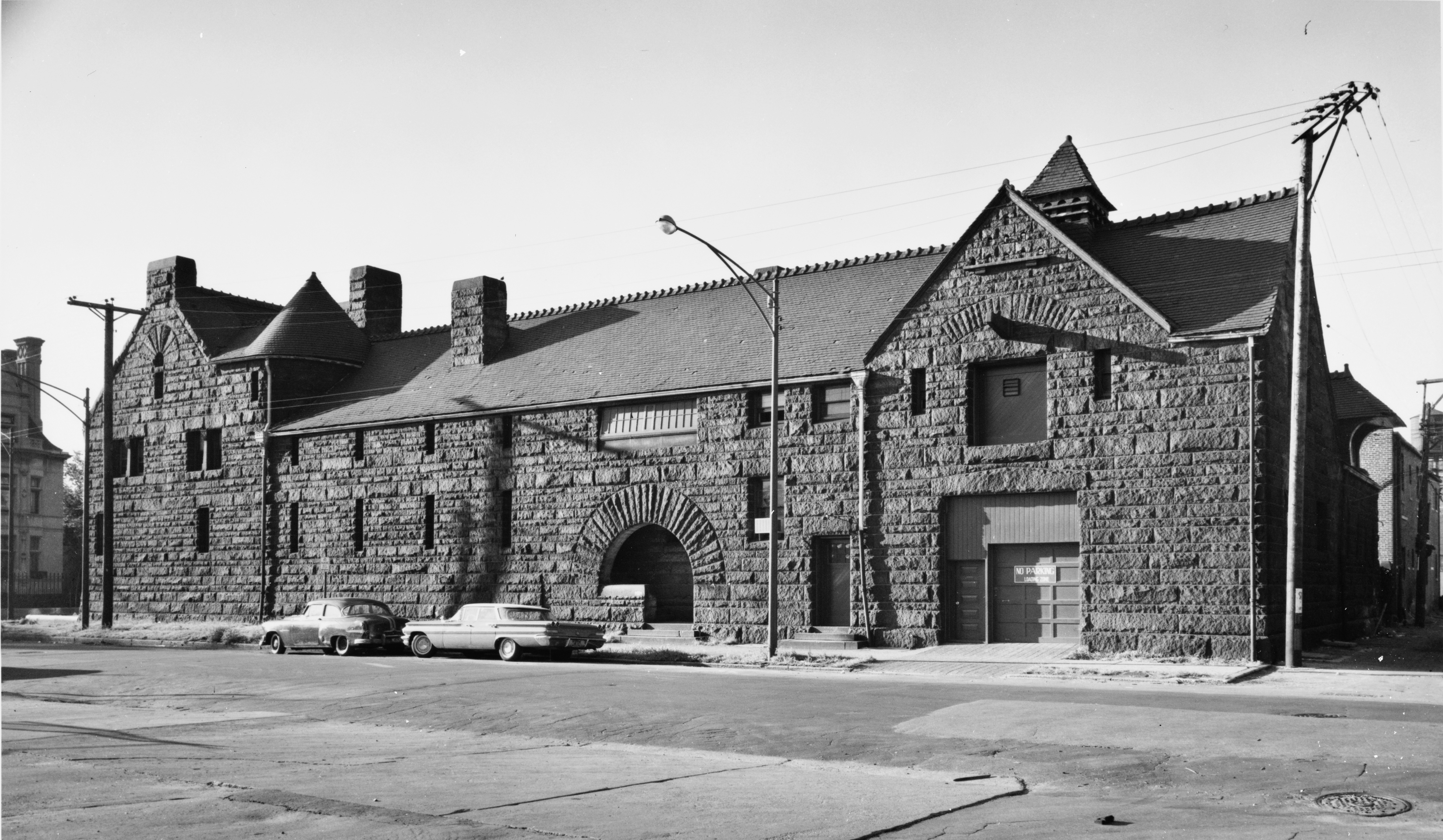
John J. Glessner House, Chicago, Illinois 1986

Die folgende Liste nennt eine Auswahl von Richardsons Arbeiten in chronologischer Reihenfolge:

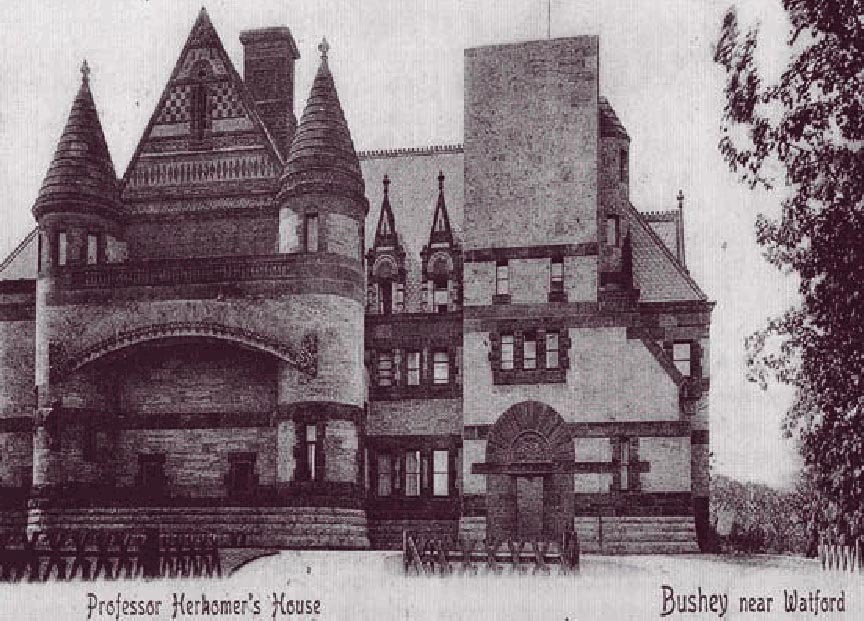
Lululaund (Postkarte um 1900)

- 1867 Grace Episcopal Church – Medford, Massachusetts
- 1868 Benjamin W. Crowninshield House – Boston, Massachusetts
- 1868 H. H. Richardson House – Clifton, Staten Island, New York
- 1868 Alexander Dallas Bache Monument – Washington, D.C.
- 1868 William Dorsheimer House – Buffalo, New York
- 1869 Brattle Square Church (heute First Baptist Church) – Boston, Massachusetts
- 1869 New York State Asylum – Buffalo, New York
- 1871 Hampden County Courthouse – Springfield, Massachusetts
- 1871 North Congregational Church – Springfield, Massachusetts
- 1872 Trinity Church – Boston, Massachusetts (National Historic Landmark)
- 1874 William Watts Sherman House – Newport, Rhode Island
- 1875 Hayden Building – Boston, Massachusetts
- 1875 R. and F. Cheney Building – Hartford, Connecticut
- 1875 New York State Capitol – Albany, New York
- 1876 Rev. Henry Eglinton Montgomery Memorial – New York City
- 1876 Winn Memorial Library – Woburn, Massachusetts
- 1877 Oliver Ames Free Library – North Easton, Massachusetts
- 1878 Sever Hall – Cambridge, Massachusetts
- 1879 Oakes Ames Memorial Town Hall – North Easton, Massachusetts
- 1879 Rectory for Trinity Church – Boston, Massachusetts
- 1879 Ames Monument – Sherman, Wyoming
- 1880 F.L. Ames Gate Lodge – North Easton, Massachusetts
- 1880 Bridge in the Fenway – Boston, Massachusetts
- 1880 Stony Brook Gatehouse – Boston, Massachusetts
- 1880 Thomas Crane Public Library – Quincy, Massachusetts (National Historic Landmark)
- 1880 Dr. John Bryant House – Cohasset, Massachusetts
- 1880 City Hall – Albany, New York
- 1881 Austin Hall – Cambridge, Massachusetts
- 1881 Boston & Albany Railroad Station – Palmer, Massachusetts
- 1881 Pruyn Monument – Albany, New York
- 1881 Rev. Percy Browne House – Marion, Massachusetts
- 1881 Old Colony Railroad Station – North Easton, Massachusetts
- 1882 Grange Sard, Jr. House – Albany, New York
- 1882 Mary Fiske Stoughton House – Cambridge, Massachusetts
- 1883 Billings Memorial Library – Burlington, Vermont
- 1883 Emmanuel Episcopal Church – Pittsburgh, Pennsylvania
- 1883 Connecticut River Railroad Station – Holyoke, Massachusetts
- 1883 Allegheny County Buildings – Pittsburgh, Pennsylvania
- 1883 Robert Treat Paine House – Waltham, Massachusetts
- 1883 Boston & Albany Railroad Station – Framingham, Massachusetts
- 1884 Boston & Albany Railroad Station – Newton, Massachusetts
- 1884 F.L. Ames Gardener’s Cottage – North Easton, Massachusetts
- 1884 Immanuel Baptist Church – Newton, Massachusetts
- 1884 Ephraim W. Gurney House – Beverly, Massachusetts
- 1885 Converse Memorial Building/Library – Malden, Massachusetts (National Historic Landmark)
- 1885 Benjamin H. Warder House – Washington, DC
- 1885 Bagley Memorial Fountain – Detroit, Michigan
- 1885 John J. Glessner House – Chicago, Illinois (National Historic Landmark, NRHP)[2][3][4]
- 1885 Boston & Albany Railroad Station – Wellesley Hills, Massachusetts
- 1885 Union Passenger Station – New London, Connecticut
- 1885 Emmanuel Episcopal Church – Pittsburgh, Pennsylvania
- 1885–87 Franklin MacVeagh House – Chicago, Illinois (1922 abgerissen)
- 1886 Lululaund (Sir Hubert von Herkomer House) – Bushey, Hertfordshire, England
- 1886 Dr. H.J. Bigelow House – Newton, Massachusetts
- 1886 Isaac H. Lionberger House – St. Louis, Missouri

## Weiterführende Literatur
- Karl Hinckeldeyn: Henry H. Richardson †. In: Centralblatt der Bauverwaltung, Jg. VI, 1886, Nr. 23 vom 5. Juni 1886, S. 221–222. (Digitalisat auf digital.zlb.de, abgerufen am 20. August 2024)
- Robert Schmitt: The Architecture of H.H. Richardson and His Times. Publisher: The MIT Press; second edition 1966. ISBN 978-0-262-58005-2
- Jeffrey Karl Ochsner: H. H. Richardson: Complete Architectural Works. Cambridge, MA: MIT Press, 1982.; Reprint edition. ISBN 978-0-262-65015-1
- James F. O'gorman (Author), Cervin Robinson (Photographer): Living Architecture. Publisher: Simon & Schuster; First Edition, 1997. ISBN 978-0-684-83618-8
- Margaret H. Floyd: Henry Hobson Richardson. A genius for architecture. Photographs by Paul Rocheleau. Publisher: The Monacelli Press; First Edition edition, 1997. ISBN 978-1-885254-70-2